# Roy Aitken
Robert Sime "Roy" Aitken (Irvine, 24 de novembro de 1958) é um ex-futebolista escocês.

## Carreira
Em clubes, Aitken destacou-se no Celtic, onde atuou durante 14 anos. Pelos Bhoys, foram 483 jogos disputados e 40 gols. Deixou o clube ao ser contratado pelo Newcastle United, que pagou 500 mil libras pelo zagueiro. No clube inglês, foram 54 jogos e um gol.
Voltou à Escócia em 1991 para defender o St. Mirren, encerrando a carreira 4 anos depois, no Aberdeen, onde acumulou ainda o cargo de auxiliar-técnico.

## Seleção Escocesa
Aitken jogou a Copa de 1986, sediada no México, na qual a seleção de seu país terminou na 19º colocação dentre os 24 participantes. Participou ainda da Copa de 1990, onde foi o capitão.
Pela Seleção, o zagueiro atuou em 57 partidas entre 1979 e 1991, com apenas 1 gol marcado.